# Doctrina Tobar
La Doctrina Tobar es el nombre con el que se conoce a una exhortación hecha por el canciller de Ecuador Carlos R. Tobar en 1906. En esta declara que los gobiernos latinoamericanos, en defensa de la legítima democracia, deben evitar dar reconocimiento a los gobiernos de facto, gobiernos surgidos a partir de acciones de fuerza.

## Texto
La ley Tobar declara:

Las repúblicas americanas por su buen nombre y crédito, aparte de otras consideraciones humanitarias y altruistas, deben intervenir de modo indirecto en las discusiones intestinas de las repúblicas del Continente. Esta intervención podría consistir, a lo menos, en el no reconocimiento de los gobiernos de hecho surgidos de las revoluciones contra la Constitución.